# Panaeolus papilionaceus

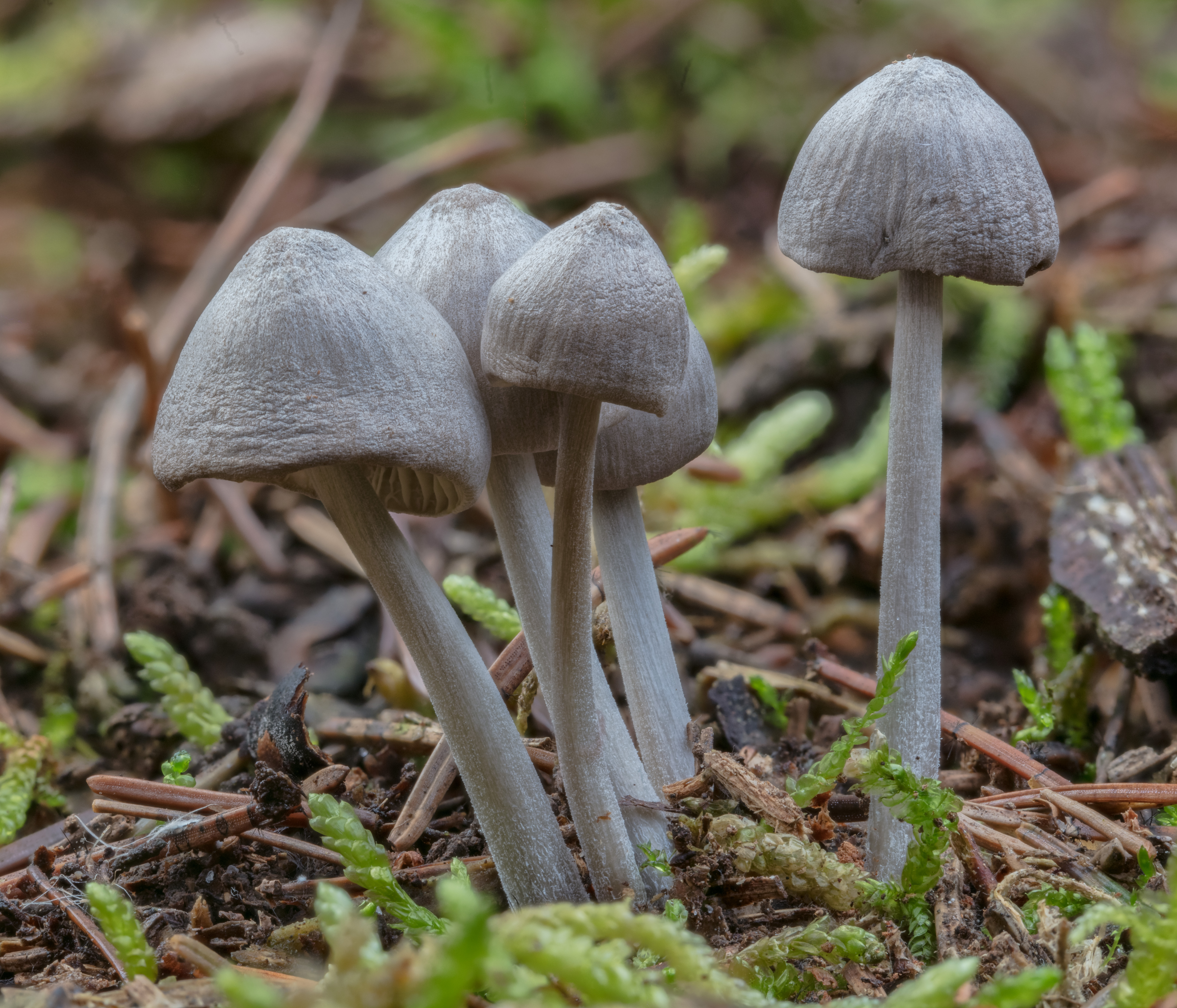
Ejemplares en Baviera, Alemania.

Panaeolus papilionaceus es una especie de hongo psilocibio del orden Agaricales. Los estudios farmacológicos han encontrado el alcaloide triptamínico psilocina en los basidiocarpos.

## Descripción
El píleo es de hemisférico-convexo a campanulado de 2 a 4 cm de diámetro, de color grisáceo a pardo leonado, superficie glabra a lisa, margen incurvado, flocos. láminas adnatas, no muy juntas, casi libres, con lamélulas, borde liso, color gris a negro. Estípite cilíndrico de 3 a 8 cm de longitud X 0.3 cm de diámetro, delgado, frágil, concoloro con el píleo, carne blanquecina. Sabor y olor no apreciables. Esporas ovoides, lisas de pared gruesa, morenas de 12-15 X 11-13 µm con poro germinativo excéntrico. La esporada es negra.

## Distribución y hábitat
En México se ha colectado en Oaxaca. También está presente en Europa, parte de Sudamérica (Zaruma - El Oro - Ecuador), Sudáfrica y Japón.
Esta especie es fimícola, se desarrolla en estiércol de vaca o caballo, se ha reportado en ambientes tropicales y se considera de hábito gregario.

## Estado de conservación
Se conoce muy poco de la biología y hábitos de los hongos, por eso la mayoría de ellos no se han evaluado para conocer su estado de conservación (Norma Oficial Mexicana 059).